# Little Mix: Ready to Fly
Little Mix: Ready to Fly (em português:  Little Mix: Prontas para Voar) é a primeira biografia oficial escrita e lançada pela girl group britânica Little Mix. Fora publicada pela HarperCollins em 2012. Foi ilustrado por Dean Freeman, com o livro tendo seu lançamento em 30 de agosto de 2012, falando sobre sobre a jornada do grupo, a partir de suas primeiras audições no The X Factor até a realizações dos sonhos das integrantes.

## Sobre
Dividido em três seções (Life Before X Factor, Showtime, Life After X Factor) o livro contém histórias de cada uma das meninas sobre suas vidas e experiências até à data. Na primeira seção há uma abundância de fotos de quando eram crianças mostrando quando eram bebês e seguindo o seu crescimento na adolescência. Cada uma das meninas recorda a sua introdução para a música e para a realização delas quando se tornassem cantoras. À medida que o livro avança elas falam abertamente sobre as suas experiências no The X Factor e partilhar as suas esperanças para o futuro da Little Mix.